# 约纳斯·埃德曼
约纳斯·埃德曼（瑞典語：Jonas Edman，1967年3月4日—），瑞典男子射击运动员。他曾代表瑞典参加2000年和2004年夏季奥林匹克运动会射击比赛，其中2000年奥运会获得一枚金牌。